# Vangueriella georgesii
Vangueriella georgesii är en måreväxtart som beskrevs av Bernard Verdcourt. Vangueriella georgesii ingår i släktet Vangueriella och familjen måreväxter.
Artens utbredningsområde är Gabon. Inga underarter finns listade i Catalogue of Life.